# Middelste groene kikker
De middelste groene kikker of bastaardkikker (Pelophylax kl. esculentus, vroeger Rana kl. esculenta) is een kikker uit het geslacht van de groene kikkers (Pelophylax) en de familie van de echte kikkers (Ranidae). De soort werd vermeld door Carl Linnaeus in de tiende editie van Systema naturae uit 1758. Oorspronkelijk werd de wetenschappelijke naam Rana esculenta gebruikt.

## Uiterlijke kenmerken
De bastaardkikker is te herkennen aan de meestal lichtgroene kleuren, een lichte streep op de rug, witte buik en langs de flanken rijen bruine of donkergroene vlekjes. Mannetjes blijven kleiner dan vrouwtjes en hebben knobbeltjes op de poten waarmee ze de vrouw tijdens de paring makkelijker vast kunnen houden. Deze soort blijft kleiner dan de meerkikker met maximaal 12 centimeter en komt nooit ver uit de buurt van een waterbron vanwege de sterkere gebondenheid aan water.
In het veld is het gemakkelijkste kenmerk het onregelmatige gekwaak. Het is een mengsel van stotende geluiden en rustige stukjes. De kwaakblazen zijn grijs. Doordat ook triploïde exemplaren kunnen voorkomen kunnen de kikkers ook veel op de poelkikker of de meerkikker lijken, als die het grootste aandeel in de chromosomen hebben.
Lange tijd werd deze soort als nominale vorm beschouwd; Rana (esculenta) esculenta, en de groene kikker (Rana (esculenta) ridibunda) als ondersoort hiervan.
De bastaardkikker is een hybride soort, een kruising tussen twee andere soorten die zich echter zelfstandig kan voortplanten. De 'oudersoorten' zijn de eerder genoemde meerkikker (P. ridibundus) en de poelkikker (P. lessonae). Tegenwoordig wordt de kikker als volwaardige soort gezien, maar de hybride oorsprong wordt in de naam vermeld met het tussenvoegsel klepton, afgekort kl, wat 'overnemen' betekent.
Directe kruisingen tussen meerkikker en poelkikker zijn zeldzaam omdat de voorkeurshabitat van beide soorten sterk afwijken. Ze zijn wel zeer levensvatbaar.

## Levenswijze

### Voortplanting
De bastaardkikker komt niet zo vroeg uit zijn winterslaap als de bruine kikker. Als de bruine kikkers hun eiklompen al hebben afgezet worden de groene kikkers pas actief. Ze zetten pas eind mei hun eiklompen af, welke kunnen worden herkend aan de geelbruine kernen.
De kikkervisjes zijn bruingroen gekleurd en kunnen worden herkend doordat de larven van bruine kikkers in de nazomer niet meer aanwezig zijn. Ze lijken wat op de larven van de knoflookpad, die nog groter worden. De larven van de knoflookpad zijn grijzig, hebben een afwijkende vorm van de staartzoom en voelen erg week aan.
De kikkervisjes leven van algen. Ze groeien snel en worden erg groot tot circa zes centimeter. Met name de larven die overwinteren en pas het volgende jaar metamorfoseren kunnen erg groot worden. De meeste kikkervisjes metamorfoseren echter al in augustus. De volwassen kikkers overwinteren op het land of op de bodem van het water.

### Voedsel
Het voedsel bestaat voornamelijk uit ongewervelden zoals wormen en vliegen en soms wat grotere prooien als muizen en amfibieën.

## Habitat

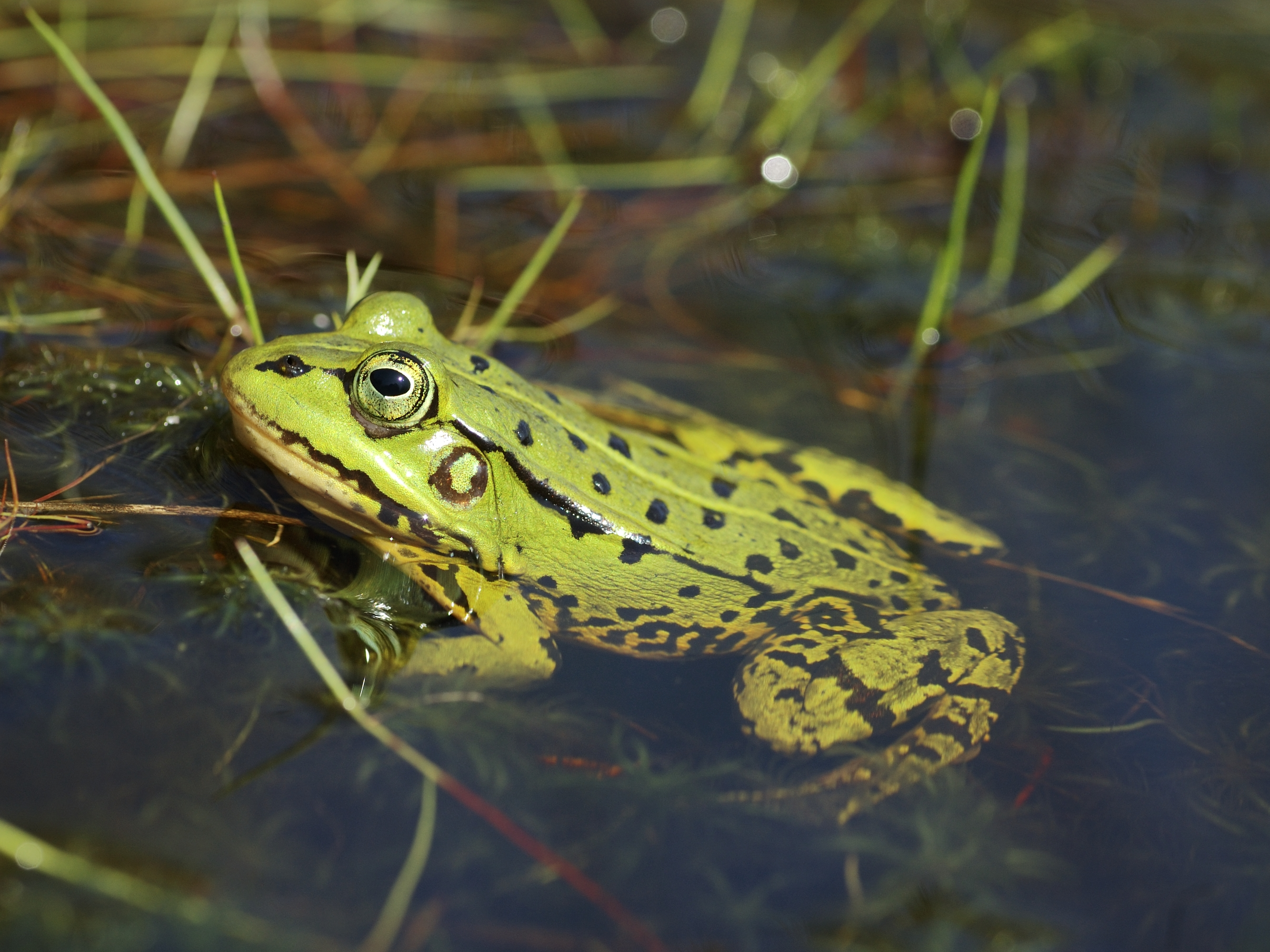

Deze soort houdt van water waar de zon op kan schijnen, dus geen beschaduwde vijvers, maar open plekken in bossen, heidevelden en drinkputten waar ze soms massaal voorkomen.

## Verspreiding en voorkomen
De eetbare groene kikker leeft in heel Centraal-Europa, van Frankrijk tot in Rusland met als natuurlijke barrière het Wolga- rivierbassin.
In Nederland is dit de meest voorkomende groene kikker.

## Consumptie
De soortaanduiding esculentus betekent eetbaar, maar omdat deze soort beschermd wordt, is het verboden ze te vangen laat staan te bereiden. Toch is deze soort bij Franse koks als de soort met de lekkerste billen gezien en belanden ze nog weleens op de menukaart.
Over het algemeen worden kikkerbillen door Nederlandse bedrijven geïmporteerd uit India en andere tropische en subtropische gebieden en verkocht in Frankrijk en Italië. Hierbij is wel sprake van kikkerbillen van andere soorten.

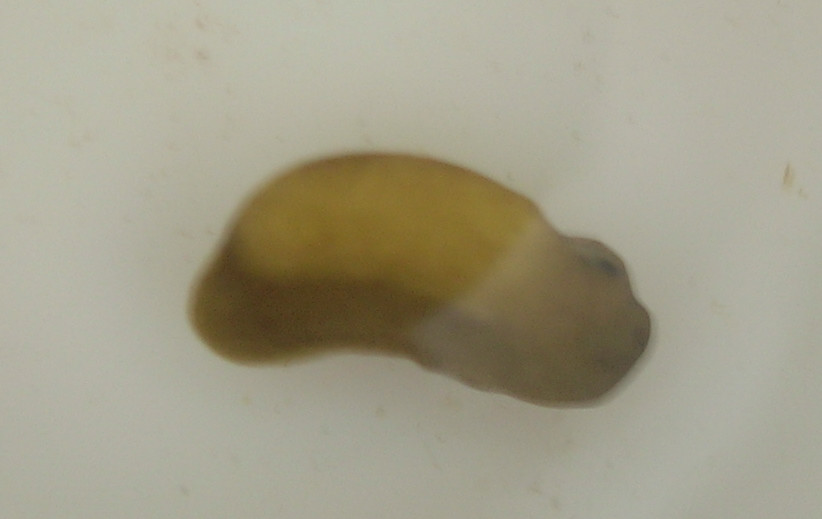
Embryo in ei
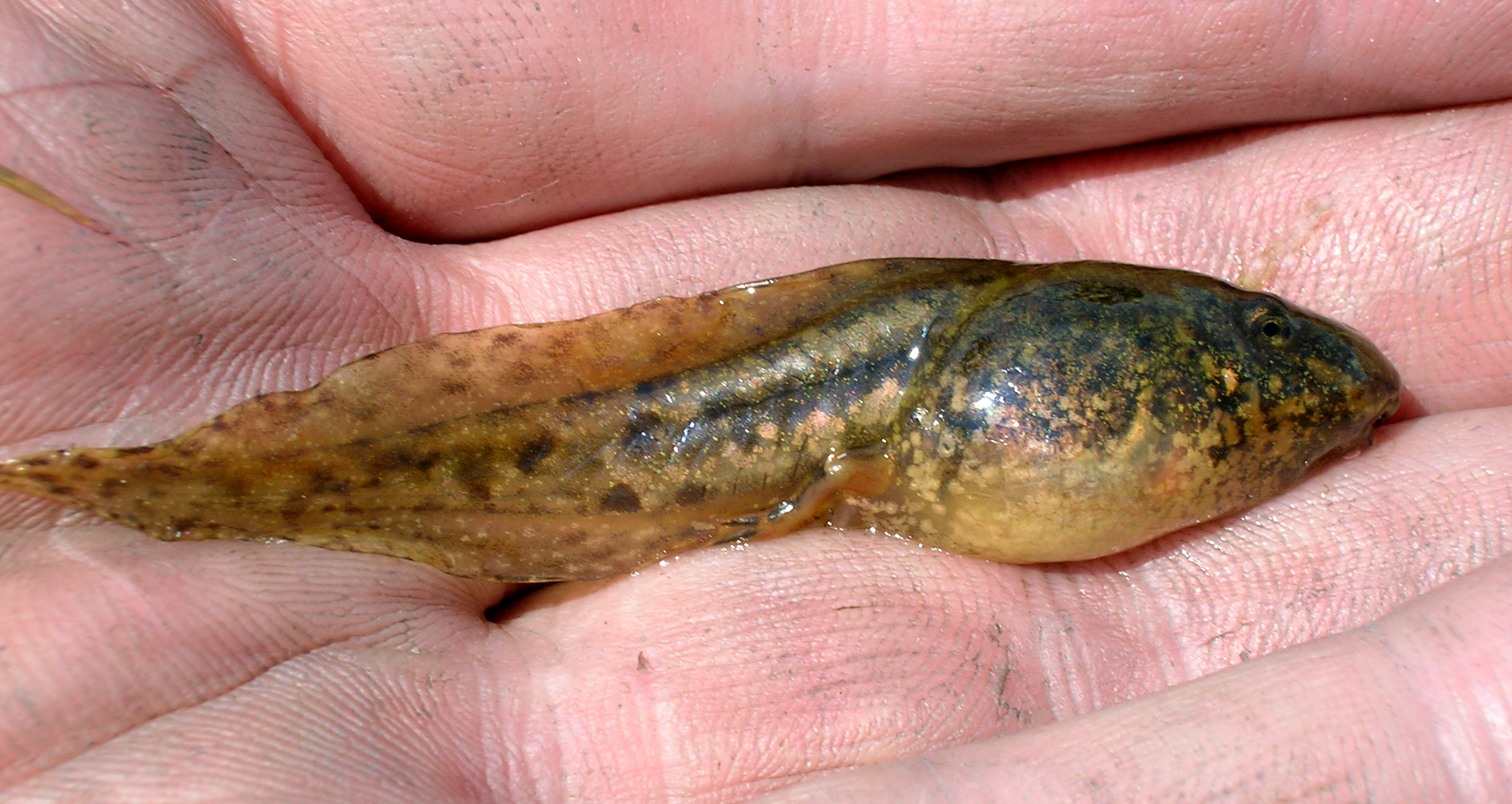
Larve met kleine achterpootjes
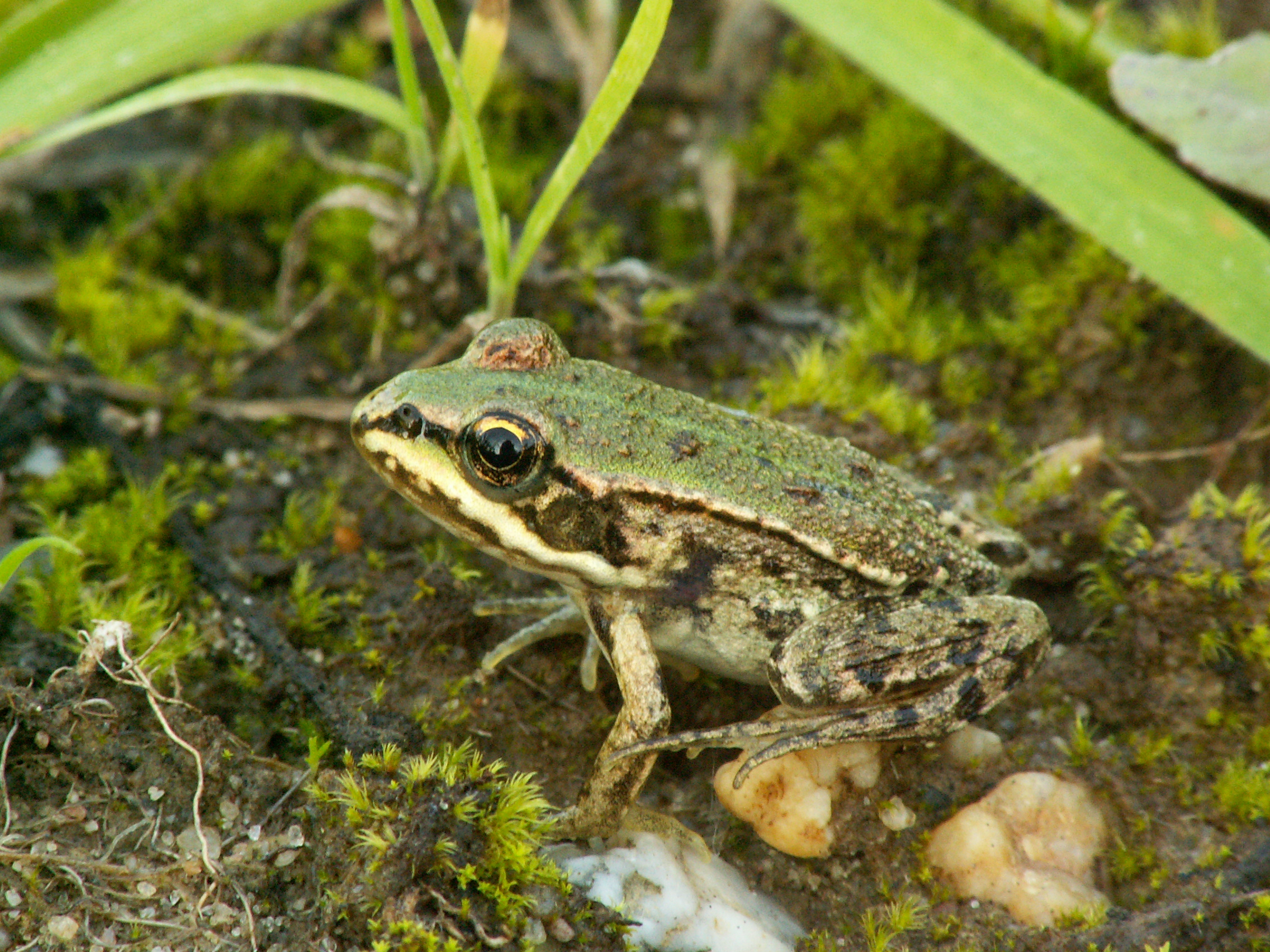
Juveniel in september
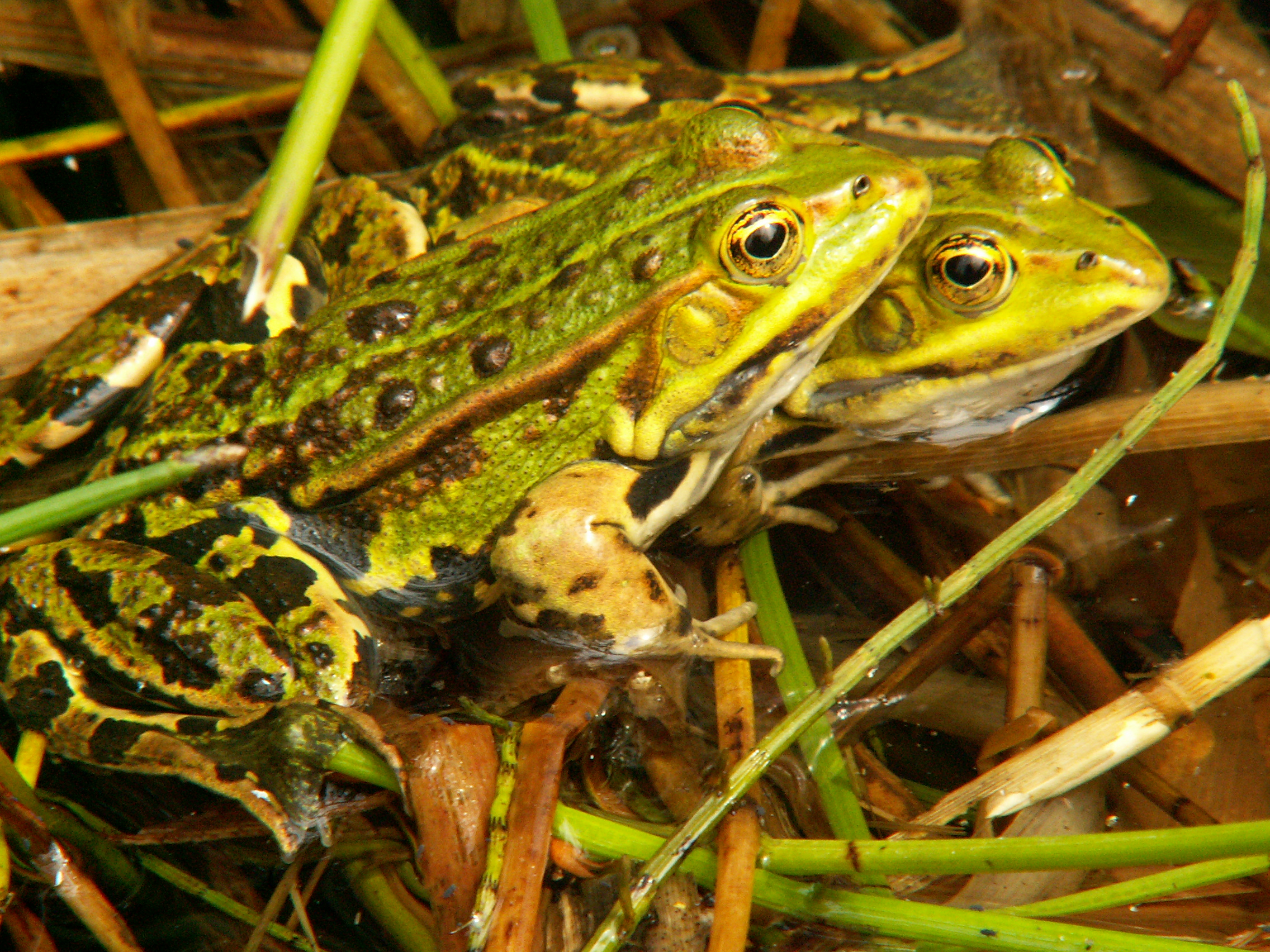
Twee bastaardkikkers in natuurlijke omgeving
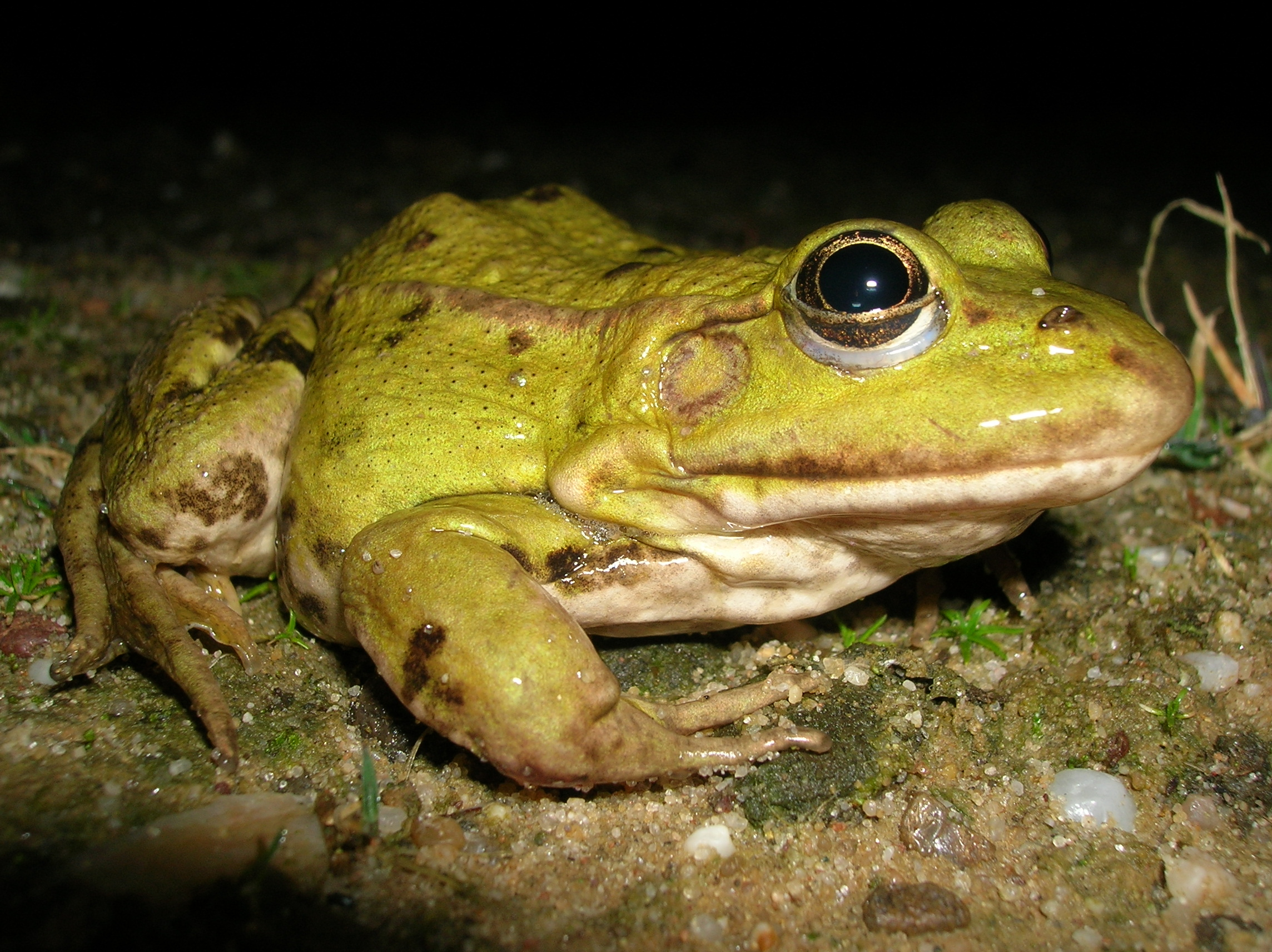
Bastaardkikker terugkerend naar het water
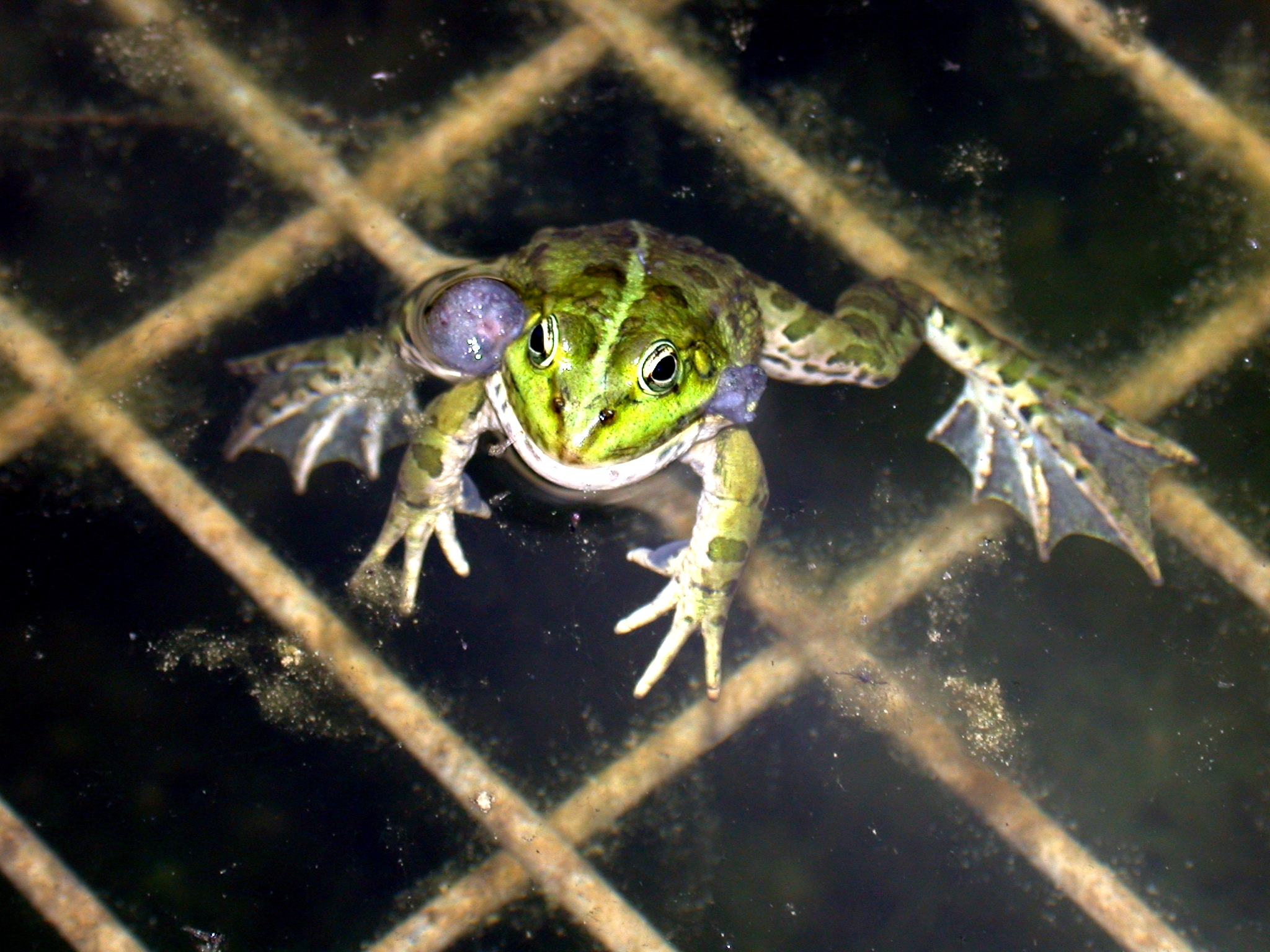
Bastaardkikker grijze kwaakblaas (waarschijnlijk is de linker kwaakblaas lek)
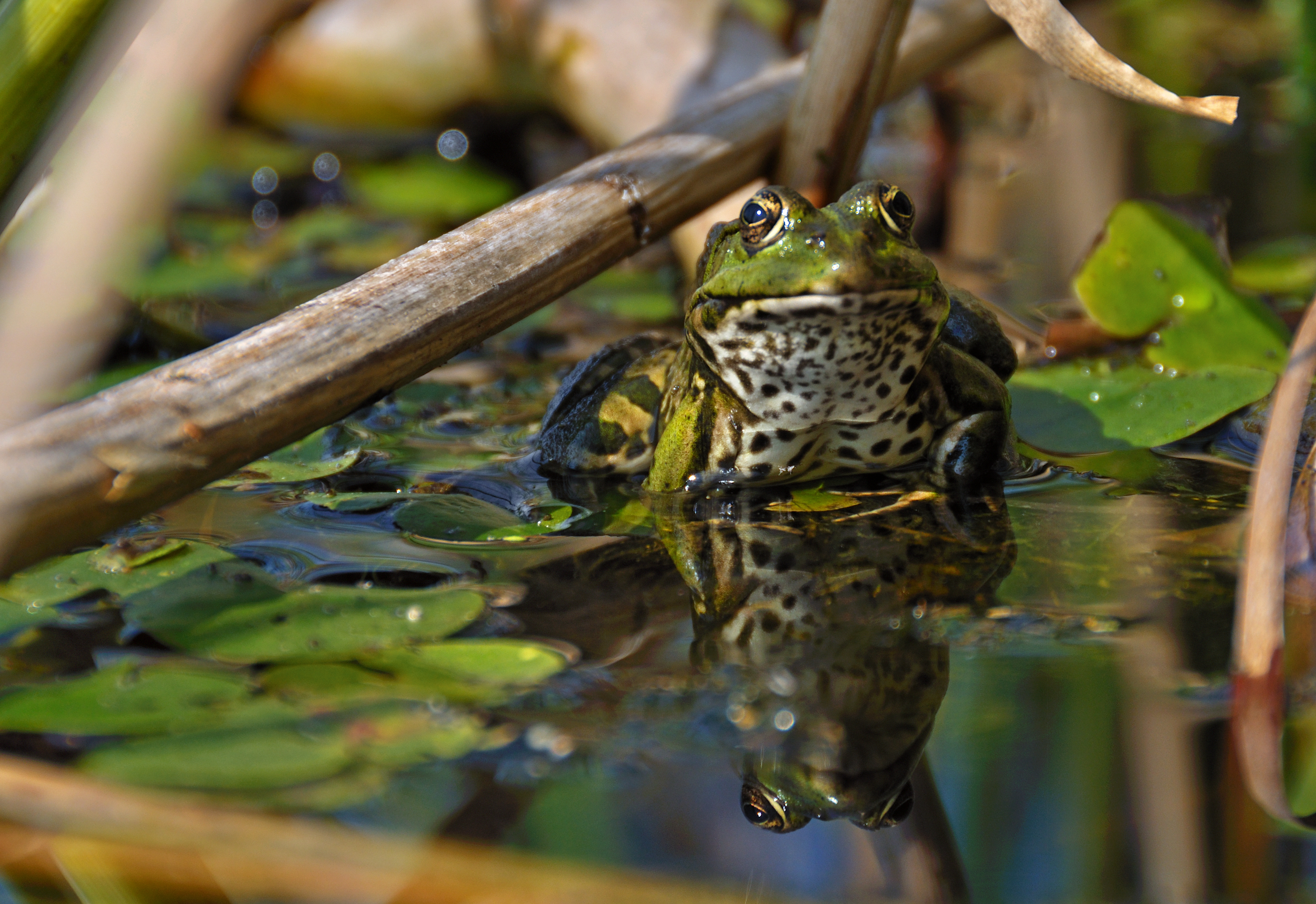
In een natuurlijke omgeving